# Lepidodactylus
Lepidodactylus este un gen de șopârle din familia Gekkonidae.

## Galerie

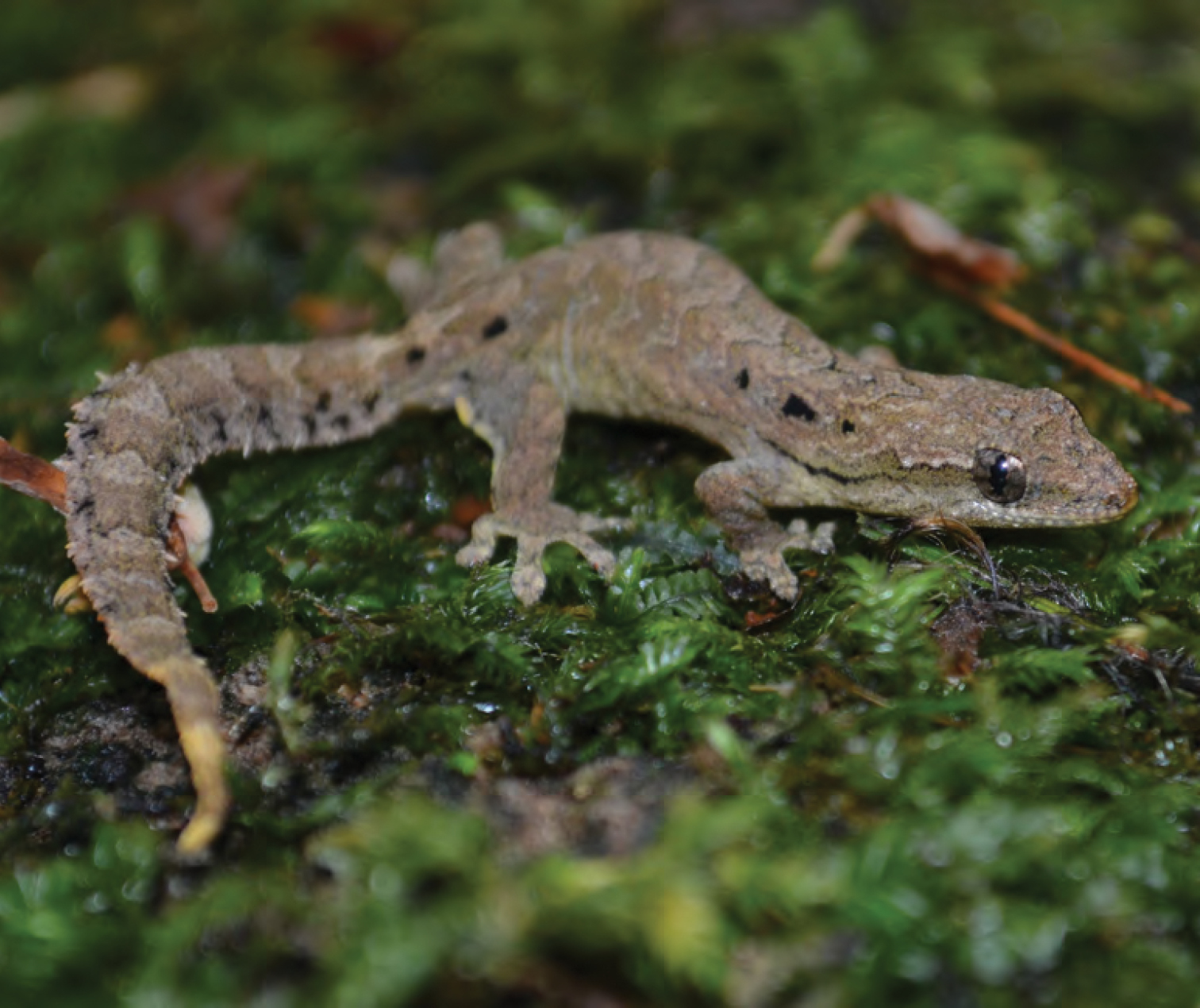

## Specii[1]
- Lepidodactylus aureolineatus
- Lepidodactylus balioburius
- Lepidodactylus browni
- Lepidodactylus christiani
- Lepidodactylus euaensis
- Lepidodactylus flaviocularis
- Lepidodactylus gardineri
- Lepidodactylus guppyi
- Lepidodactylus herrei
- Lepidodactylus intermedius
- Lepidodactylus listeri
- Lepidodactylus lombocensis
- Lepidodactylus lugubris
- Lepidodactylus magnus
- Lepidodactylus manni
- Lepidodactylus moestus
- Lepidodactylus mutahi
- Lepidodactylus novaeguineae
- Lepidodactylus oligoporus
- Lepidodactylus oortii
- Lepidodactylus orientalis
- Lepidodactylus paurolepis
- Lepidodactylus planicaudus
- Lepidodactylus pulcher
- Lepidodactylus pumilus
- Lepidodactylus pusillus
- Lepidodactylus ranauensis
- Lepidodactylus shebae
- Lepidodactylus tepukapili
- Lepidodactylus vanuatuensis
- Lepidodactylus woodfordi
- Lepidodactylus yami